# 207901 Tzecmaun
207901 Tzecmaun este un asteroid din centura principală de asteroizi.

## Descriere
207901 Tzecmaun este un asteroid din centura principală de asteroizi. A fost descoperit pe 28 octombrie 2008 la Tzec Maun de Erwin Schwab. Asteroidul prezintă o orbită caracterizată de o semiaxă mare de 3,06 ua, o excentricitate de 0,12 și o înclinație de 10,0° în raport cu ecliptica.